# Capparaceae
Le Capparacee (Capparaceae Juss., 1789) sono una famiglia di piante angiosperme eudicotiledoni appartenenti all'ordine Brassicales distribuite in regioni tropicali e subtropicali dell'America, dell'Africa, dell'Oceania e nelle regioni del Mediterraneo.
Nell'ambito della famiglia sono comprese anche specie d'interesse ornamentale, medicinale e alimentare. La specie di maggiore importanza è il cappero (Capparis spinosa L.).

## Descrizione

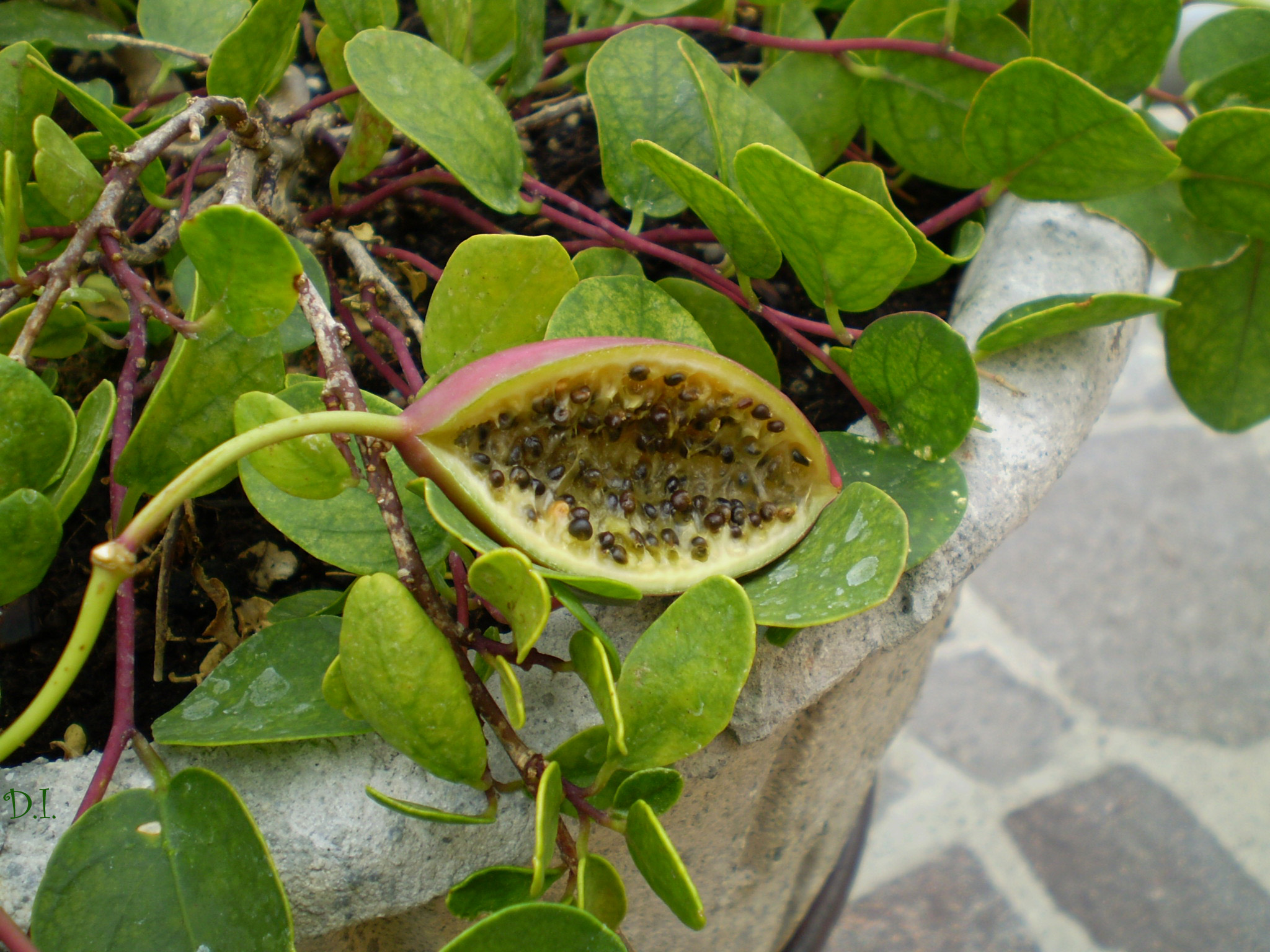
Frutto e semi di Capparis spinosa

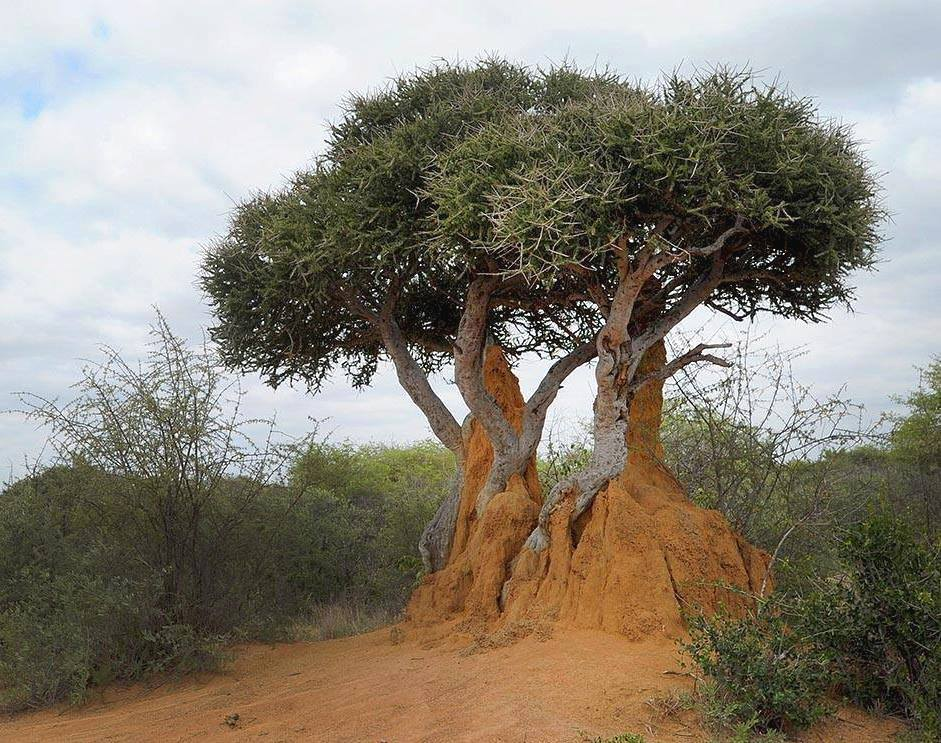
Boscia foetida

Il portamento è vario: vi si trovano erbacee, arbustive, arboree, e lianose.
Le specie della famiglia delle Capparaceae hanno in genere foglie alterne, semplici o composte.
I fiori sono quasi sempre ermafroditi, attinomorfi o zigomorfi e tetrameri portati isolati o in racemi terminali. Gli stami sono da 6 a numerosi; l'ovario è supero e bicarpellare.
Il frutto è una capsula o una bacca contenente più semi.

## Tassonomia
La classificazione APG IV assegna la famiglia Capparaceae all'ordine Brassicales. Sono riconosciuti i seguenti generi:
- Bachmannia Pax
- Beautempsia (Benth. & Hook.f.) Gaudich.
- Boscia Lam.
- Buchholzia Engl.
- Cadaba Forssk.
- Capparis Tourn. ex L.
- Crateva L.
- Hypselandra Pax & K.Hoffm.
- Maerua Forssk.
- Morisonia Plum. ex L.
- Neocalyptrocalyx Hutch.
- Neothorelia Gagnep.
- Poilanedora Gagnep.
- Ritchiea R.Br. ex G.Don
- Thilachium Lour.

Nel'ordinamento di Cronquist (1981) la famiglia Capparaceae era classificata nell'ordine Capparales e comprendeva oltre 800 specie suddivise in due sottofamiglie:
- Sottofamiglia Capparoideae
  - Apophylleae
Generi: Apophyllum, Forchhammeria
  - Cadabeae
Generi: Boscia, Buchholzia, Cadaba, Thilachium
  - Cappareae
Generi: Capparis, Crateva, Oceanopapaver, Ritchiea, Steriphoma, Tirania
  - Dypterigieae
Generi: Dipterygium
  - Maerueae
Generi: Maerua
  - Stixeae
Generi: Stixis

- Sottofamiglia Cleomoideae
  - Cleomeae
Generi: Buhsia, Cleome, Cleomella, Cristatella, Dactylaena, Haptocarpum, Isomeris, Polanisia
  - Oxystylideae
Generi: Oxystylis, Wislizenia
  - Podandrogyneae
Generi: Podandrogyne

Già nella classificazione APG III (2009) Capparaceae e Cleomaceae vengono considerate come due famiglie distinte, mentre la classificazione APG IV (2016) porta ad un ulteriore ridimensionamento di tale raggruppamento, trasferendo i generi Borthwickia, Forchhammeria, Stixis e Tirania alle Resedaceae.